# Вороблевичи
Вороблевичи (укр. Вороблевичі) — село в Меденичской поселковой общине Дрогобычского района Львовской области Украины.
Население по переписи 2001 года составляло 1929 человек. По состоянию на 1 января 2014 года в селе Вороблевичи проживало 1758 человек. Занимает площадь 20,742 км². Почтовый индекс — 82150. Телефонный код — 3244.